# Andrew Shovlin
Andrew Shovlin (Liverpool, 1 de novembro de 1973), é um engenheiro britânico. Ele é atualmente o diretor de engenharia de pista da equipe de Fórmula 1 da Mercedes.

## Carreira
Shovlin se formou na Universidade de Leeds em 1998, após completar um bacharelato em engenharia mecânica, seguido por um PhD em dinâmica e controle de veículos. Shovlin começou sua carreira na British American Racing (BAR) em 1999. Entre 2004 e 2009, Shovlin trabalhou para a BAR, e mais tarde para a Honda e Brawn GP como engenheiro de corrida de Jenson Button. Em 2010, ele foi nomeado engenheiro de corrida de Michael Schumacher na equipe da Mercedes. Ele foi promovido ao cargo de diretor de engenharia de pista em 2011, cargo que mantém até hoje. A função atual de Shovlin consiste em extrair o máximo desempenho de ambos os carros em qualquer fim de semana de corrida. Ele trabalha em estreita colaboração com as equipes de engenharia em ambos os lados da garagem da Mercedes e os grupos de desempenho em Brackley para garantir que os dois carros se beneficiem das melhores informações disponíveis em um fim de semana.